# Café com Bobagem
Café com Bobagem é um quinteto humoristico brasileiro, iniciado nos anos 80 na cidade de São Paulo; formado por Zé Américo, Oscar Pardini, René Vanordem, Ênio Vivona e Ivan de Oliveira. O grupo já se apresentou em diversos programas de TV e rádio em todo Brasil, entre eles Domingo Legal e Domingão do Faustão
Entre 2004 e 2020, o grupo fez parte do humorístico A Praça é Nossa do SBT. Em 2022, o elenco do fez parte da série humorística Nóis na Firma, na Band. Atualmente está na Band FM no Programa Band Coruja, tendo antes passado por Transcontinental FM, Gazeta FM, Play FM, Educadora FM e outras rádios pelo Brasil.

## História
Formado por cinco humoristas que atuam largamente em todos os segmentos do rádio, da televisão e de eventos, o grupo começou a surgir em 1989, na forma de programa de rádio FM, mas todos os integrantes já traziam vitoriosas vivências anteriores na área de humor com desenvolvimento de trabalhos de criação, redação, interpretação e projetos. Devido ao grande sucesso e prestígio a partir do rádio, expandiram suas atividades para as demais áreas e conquistaram luz própria. Hoje, empresa de entretenimento, o Café com Bobagem está predominantemente voltado às áreas de animação e de shows para eventos nacionais e internacionais.
O amplo grau de experiência conquistado ao longo dos anos e a excelência em resultados, confere ao grupo o sinônimo de “referência em humor” para pequenos, médios e grandes eventos, com trabalhos de conteúdo e formato diferenciados dos demais profissionais do seguimento, e aliados à versatilidade do grupo.

## Televisão
Por 16 anos o Café com Bobagem esteve no SBT onde integrava elenco do programa “A Praça é Nossa”, participando em criação, redação e atuação com quadros e personagens. O grupo deixou a Praça no final de 2020 ao assinar contrato com a Band, onde a princípio teria um programa próprio mas foi realocado para o humorístico “Nóis na Firma”, que ficou no ar entre setembro e dezembro de 2022.